# Браћа Гаротић
Браћа Гаротић је била фирма из Пирота. Бавила се углавном извозом пиротских ћилима.

## Порекло породице Гаротић
Породица Гаротић (Гарота) води италијанско порекло, из града Барколе, близу Трста. Тада су се такође бавили извозом разних добара. Једном приликом два брата су се упутили према Цариграду и остали у Пироту због карантина. Предуго је трајао тај период те се један (Јован Гарота) од њих оженио у Пироту и остао ту.
Јован Гарота се бавио трговином и терзијским занатом, а куповао је земљу за обраду. Добио је сина 1837. године, дао му име Захарије, а од милоште су га звали Зарије и Зака. Имао је Јован још два сина: Сотира и Тодора. Он је од оца Јована преузео послове око трговине, често је путовао до Цариграда и трговао и имао интересовање за пиротске ћилиме.

## Историјат фирме
У својој 32 години живота, године 1869, оснива фирму 1869. године под именом "Браћа Гаротић". Фирма се бавила трговином, бакалском робом, вуном и потком и терзијским занатом, а посебно ћилимарством. Захарије оснива своју породицу и жени се Јевдом Бранковић. Родио се први син Димитрије – Мита 1873. године, други син Антанас 1880.године, и трећи Милан 1886. године, а 1889. године добија и ћерку Катарину.
Захарије се уортачио са Јованом Јовановићем те му помаже да оснује своју фирму. Међутим, Јовановић је имао проблема у Цариграду са продајом јер га Турци нису добро познавали и нису му веровали. Захарије му је тада предложио да промени презиме и постане Гаротић како не би имао проблема са послом касније. Тако је Јован Јовановић постао Јован Гаротић.
Захарије је полако уводио синове у посао а највише интересовања је показивао Димитрије. Отворили су своју продавницу близу Гушевице у Тијабари. Продавали су народна одела, ћилиме и разну робу која је била потребна сеоским домаћинствима: плави камен, со, дуван и гвожђарска роба. Имали су своје ћилимарке – жене које
су ткале ћилиме у својим домовима. Димитрије је био члан "Еснафске задруге" у Пироту дуги низ година.
Први пут пиротски ћилим је изложен 1886. године на светској изложби у Бечу, изазвавши одушевљење па и чуђење (како то да је иста шара и са лица и са наличја). Само од 1904. до 1940. године пиротски ћилим је излаган на 26 светских сајмова од Туркоана, Лондона, Барселоне, Брисела, Амстердама и Напуља до Милана, Париза и Берлина. Укратко, није било значајнијег европског сајма на коме није била запажена заступљеност пиротског ћилима. Највећу збирку одликовања – 18 диплома и златних медаља — добила су баш браћа Гаротић.

### XX век
Како Димитрије није имао деце, посао је преузео Антанас после његове смрти. Антанас постаје први трговац – извозник пиротских ћилимова, а успех понајвише зависи од квалитета, квантитета и израде ћилима. То је почетак домаће индустрије, то је ћилимарство које се развило у Пироту. Почетком ХХ века у Пироту се оснива и Пиротска задруга под покровитељством краљице Драге Машин – Обреновић.
Антанас је био мобилисан у рату где је оболео од пегавог тифуса али се вратио у свој родни град. Следеће године, 1916, се оженио Јеленом Ђорђевић из Ниша али нису имали деце. У Сарајеву је са Незир Оџићем основао филијалу пиротских ћилимова за Босну и Херцеговину. За Сарајево је ишао преко Београда, па онда уским колосеком преко Мокре горе и Вишеграда. За свој допринос и рад одликован је Орденом Светог Саве V реда.
Посао је наставио да води трећи син Захарија - Милан. Путовао је свуда по Европи и продавао не само ћилимове већ и пиротски качкаваљ. Милан је такође био мобилисан 1914. године и враћа се у Пирот по демобилизацији. Са новим ћилимима одлази у Нови Сад, Осијек, Загреб, Љубљану излаже ћилиме и постиже велико интересовање, после чега стижу наруџбенице. Посао се развија и у Загребу отвара своју филијалу где га заступа познати трговац Славко Турковић.
Милан Гаротић је имао четири сина из брака са Лепосавом Ристић из Врања. Посао се развијао све више и више и Милан је излагао ћилиме на светским сајмовима и изложбама у Паризу, Бриселу, Лајпцигу, Прагу, Бечу, Грацу, Болоњи и Солуну. Медаље и одликовања пристижу. У земљи се посао такође развијао па се променио и систем продаје да би се лакше куповало, а роба се давала и на отплату.
Милана Гаротића одликовао је краљ Александар I Карађорђевић Орденом југословенске круне IV реда 19. маја 1934. године као највећег извозника пиротских ћилима. Фирма се проширила, купљена је троспратна кућа са локалом и магацином у најстрожијем делу града Скопља.
У јесен 1940. године се одржавао Сајам у Њујорку где је фирма излагала своју робу.
Фирма је нормално фунционисала све до 6. априла 1941. године. Бугарске трупе су  20. априла 1941. године ушле у Пирот. Тих година Милан је био затворен од стране бугарских окупатора и осуђен од Војног суда на строги затвор од три и по године. Направио је привредни прекршај, јер је погрешно пријавио памук у пакетима а требало је у килограмима по бугарским прописима. Издржао је 18 месеци затвора и принудног рада у централном затвору у Софији.
После ослобођења Пирота, нове партизанске власти односе из куће све: намештај, постељину, личну гардеробу, траже златан новац и друге вредности. Милан средином 1945. године отвара радњу за продају ћилима у Београду, у Кнез Михаиловој улици.
Фирма Браћа Гаротић постојала је 79 година и престала је са радом 20. маја 1948. године одлуком Министарства трговине и снабдевања ФНРЈ 0 одузимању приватних трговина и преласку истих у друштвену својину.
Милан се са браћом Димитријем и Антанасом тада окреће виноградарству и пољопривреди. Саде пшеницу, кукуруз и дуван и на тај начин се издржавају три породице.